# Kōki Kanō
Kōki Kanō (jap. 加納虹輝 Kanō Kōki; ur. 19 grudnia 1997 w Amie) – japoński szpadzista, dwukrotny złoty medalista olimpijski i brązowy medalista mistrzostw świata.

## Życiorys
Wystartował na igrzyskach olimpijskich w Tokio, gdzie Japończycy w składzie: Kōki Kanō, Kazuyasu Minobe, Masaru Yamada i Satoru Uyama zdobyli złoty medal drużynowo. Na tej samej imprezie zajął 15. miejsce w rywalizacji indywidualnej.
Na rozgrywanych w 2022 roku mistrzostwach świata w Kairze razem z Ryū Matsumoto, Kazuyasu Minobe i Masaru Yamadą zajął drużynowo trzecie miejsce. Na tej samej imprezie był piąty w turnieju indywidualnym. 
Podczas igrzysk azjatyckich w Dżakarcie w 2018 roku zdobył złoty medal w drużynie i brązowy indywidualnie, ustępując tylko Kazachowi Dmitrijowi Aleksaninowi i Park Sang-youngowi z Korei Południowej. Ponadto na igrzyskach azjatyckich w Hangzhou w 2023 roku zwyciężył w obu konkurencjach.
W 2024 roku ponownie reprezentował Japonię na Letnich Igrzyskach Olimpijskich, gdzie w rywalizacji indywidualnej szpadzistów zdobył złoty medal, w finale pokonując Yannicka Borela.
W 2025 roku zwyciężył indywidualnie jak i drużynowo na Mistrzostwach Świata Seniorów w Tbilisi.